# النساء في مجلس الشيوخ في الولايات المتحدة
يغطي هذا المقال تاريخ النساء في مجلس الشيوخ في الولايات المتحدة، والمعالم المختلفة التي حققنها عضوات مجلس الشيوخ. يتضمن قائمة بجميع النساء اللاتي خدمن في مجلس الشيوخ، وقائمة بأعضاء مجلس الشيوخ الحاليين، وقائمة بالولايات التي تمثلها النساء في مجلس الشيوخ. كانت ريبيكا لاتيمر فيلتون أول عضوة في مجلس الشيوخ، ومثلت جورجيا ليوم واحد في عام 1922، وانتُخبت هاتي كارواي أول امرأة في مجلس الشيوخ، عن ولاية أركنساس في عام 1932.
عملت 59 امرأة في المجلس الأعلى في الكونغرس الأمريكي منذ تأسيسه في عام 1789. تواجدت 25 امرأة (15 من الديمقراطيات، و9 جمهوريات، وواحدة مستقلة) في مجلس الشيوخ الأمريكي بحلول 3 يناير 2023.
تعد نانسي لاندون كاسيباوم حاليًا أكبر عضوة سابقة على قيد الحياة في مجلس الشيوخ، إذ تبلغ من العمر 90 عامًا.

## خلفية تاريخية
كانت ريبيكا لاتيمر فيلتون أول امرأة تخدم في مجلس الشيوخ الأمريكي، إذ مثلت جورجيا ليوم واحد في عام 1922، أما بعد عشر سنوات، أصبحت هاتي كاراوي أول امرأة تفوز في انتخابات مجلس الشيوخ كممثلة عن أركنساس. بدأت مارغريت تشيس سميث خدمتها في مجلس الشيوخ في عام 1949، إذ كانت أول امرأة تخدم في مجلسي النواب والشيوخ. أدت محاولتها لإعادة انتخابها عام 1960 إلى فوزها بأول انتخابات لمجلس الشيوخ في الولايات المتحدة على الإطلاق مع مرشحتين من الحزبين الرئيسيين. عُينت إيلين إدواردز عام 1972 أول امرأة كاثوليكية في مجلس الشيوخ من قبل زوجها حاكم ولاية لويزيانا، عندما كانت سيدة لويزيانا الأولى، ثم تقاعدت بعد ثلاثة أشهر. عُينت همفري براون من قبل حاكم ولاية مينيسوتا لشغل مقعد زوجها الراحل في مجلس الشيوخ، فخدمت أقل من عام ولم تسعَ إلى أن تُنتخب لمقعد زوجها.
أصبحت نانسي كاسيباوم في عام 1978 أول امرأة تنتخب على الإطلاق لعضوية كاملة في مجلس الشيوخ كممثلة كانساس، دون أن يكون زوجها قد خدم سابقًا في الكونغرس. حافظت النساء على وجودهن في مجلس الشيوخ منذ عام 1978 بمقعد واحد على الأقل. كانت بولا هوكينز من فلوريدا أول امرأة تُنتخب لعضوية مجلس الشيوخ دون أي صلات عائلية، وانتُخبت عام 1980. كانت أيضًا العضوة الأولى- والوحيدة حتى الآن- في كنيسة يسوع المسيح لقديسي الأيام الأخيرة المنتخبة لمجلس الشيوخ في الولايات المتحدة.
كان عدد النساء في مجلس الشيوخ عام 1990 أقل مقارنة بعدد النساء في مجلس النواب. بدأ موضوع قلة النساء في مجلس الشيوخ يتغير في أعقاب جلسات الاستماع الخاصة بترشيح المحكمة العليا لكلارنس توماس والانتخاب اللاحق المئة وثلاث للكونغرس الأمريكي في عام 1992، والذي أطلق عليه «عام المرأة». أعيد انتخاب باربرا ميكولسكي وانتُخبت أربع نساء ديمقراطيات جديدات في مجلس الشيوخ: باتي موراي من واشنطن، وكارول موسلي براون من إلينوي، وديان فينشتاين من كاليفورنيا، وباربرا بوكسر من كاليفورنيا.
كانت كارول موسلي براون أول امرأة ملونة تعمل في مجلس الشيوخ وأول امرأة تهزم عضو مجلس شيوخ في منصبه بعد فوزها في الانتخابات التمهيدية الديمقراطية عام 1992 على آلان ديكسون. كانت فينشتاين في عام 1992 أول امرأة تهزم سيناتورًا في منصبه من حزب مختلف عندما هزمت جون سيمور في انتخابات خاصة. دخلت فينشتاين مجلس الشيوخ في نفس العام كأول امرأة يهودية في مجلس الشيوخ.
وُفرت مرافق حمامات النساء على مستوى مجلس الشيوخ لأول مرة في عام 1992. لم يُسمح للنساء بارتداء السراويل في قاعة مجلس الشيوخ حتى عام 1993. ارتدت كل من باربرا ميكولسكي وكارول موسلي براون السراويل في الواقع في تحدٍ للقاعدة عام 1993، وتبع ذلك بفترة وجيزة دعمًا من العضوات النساء، وعُدلت القاعدة في وقت لاحق من ذلك العام من قبل الرقيب في مجلس الشيوخ مارثا بوب للسماح للنساء بارتداء السراويل على الأرض طالما كن يرتدين سترة أيضًا.
كانت المرة الأولى التي خدمت فيها امرأتان في مجلس الشيوخ من نفس الولاية في نفس الوقت في عام 1993، إذ انتخبت كل من ديان فينشتاين وباربرا بوكسر (كلاهما من كالفورنيا) في عام 1992، مع تولي فينشتاين المنصب في نفس العام (نتيجة لانتخابات خاصة) وتولي بوكسر المنصب في عام 1993، إذ خدمت بوكسر حتى عام 2016 عندما تقاعدت، وانضمت كمالا هاريس إلى فينشتاين. فازت كاي بيلي هاتشيسون في يونيو 1993 في انتخابات خاصة في تكساس، وانضمت إلى كاسيباوم كسيناتورة جمهورية زميلة.
قللت هذه الإضافات بشكل كبير من النظرة الشعبية إلى مجلس الشيوخ على أنه «نادٍ للصبيان» حصريًا. حافظت النساء على وجودهن منذ عام 1992 بانتخاب امرأة جديدة واحدة على الأقل كل عامين، باستثناء عام 2004 (عندما انتُخبت ليزا موركوفسكي لأول مرة في عام 2004، لكنها عُينت في هذا المقعد منذ عام 2002).
وصلت أولمبيا سنو من ولاية مين إلى مجلس الشيوخ في عام 1995، بعد أن خدمت سابقًا في مجلس النواب الأمريكي وكل من مجلسي البرلمان لولاية مين. كانت، ولاحقًا ديبي ستابينو من ميشيغان، وكيرستن سينيما من أريزونا، وسينثيا لوميس من وايومنغ، النساء الوحيدات اللائي خدمن في مجلسي برلمان الولاية والهيئة التشريعية الفيدرالية.
أصبحت ستابينو وماريا كانتويل في عام 2000 أول امرأتان تهزمان عضوان في منصبهما في مجلس الشيوخ في انتخابات عامة، وأطاحتا بالسيناتوران سبنسر أبراهام وسليد غورتون على التوالي. تعد هيلاري كلينتون السيدة الأولى الوحيدة التي تترشح أو تفوز بمقعد في مجلس الشيوخ. انضمت كلينتون إلى مجلس الشيوخ في عام 2001، لتصبح أول عضوة في مجلس الشيوخ من نيويورك، وعملت حتى عام 2009، عندما استقالت لتصبح وزيرة خارجية الولايات المتحدة السابعة والستين، في عهد الرئيس باراك أوباما. استُبدلت بكيرستن غيليبراند، التي أعيد انتخابها ثلاث مرات وكانت هي نفسها مرشحة لمنصب الرئيس في الانتخابات التمهيدية الرئاسية للحزب الديمقراطي لعام 2020.
كانت كاي هاغان أول امرأة تطيح بإليزابيث دول من منصبها في عام 2008. انضمت جين شاهين الديمقراطية من نيو هامبشاير إلى الجمهورية المنتخبة حديثًا كيلي أيوت عند افتتاح كونغرس الولايات المتحدة رقم 112 في عام 2011، لتشكلان أول وفد في مجلس الشيوخ من امرأتين تنتميان إلى أحزاب مختلفة.
أصبحت ديان فينشتاين في نوفمبر 2022 العضوة الأطول خدمة في مجلس الشيوخ في التاريخ، متفوقة على باربرا ميكولسكي، بعد أن خدمت لمدة 30 عامًا. ستتقاعد فينشتاين في نهاية فترة ولايتها الأخيرة في 3 يناير 2025.
انتُخبت خمس عضوات جديدات في مجلس الشيوخ عام 2012. حُطم هذا الرقم القياسي الذي كان أربع عضوات جديدات في مجلس الشيوخ منذ عام 1992، وحُقق الرقم القياسي بانضمام خمس نساء جديدات وإحدى عشرة عضوة في فئة مجلس شيوخ واحدة. كانت النساء الخمس الجديدات: الديمقراطيات تامي بالدوين من ولاية ويسكونسن، وهايدي هايتكامب من نورث داكوتا، ومازي هيرونو من هاواي، وإليزابيث وارين من ماساتشوستس، والجمهورية ديب فيشر من نبراسكا. كانت هيرونو أول امرأة أمريكية آسيوية وأول بوذية في مجلس الشيوخ، وكانت بالدوين أول مثلية علنًا في مجلس الشيوخ.